# New Washington (Indiana)
New Washington es un lugar designado por el censo (en inglés, census-designated place, CDP) situado en el condado de Clark, Indiana, Estados Unidos. Según el censo de 2020, tiene una población de 595 habitantes.

## Geografía
La localidad está ubicada en las coordenadas 38°34′11″N 85°33′36″O / 38.56972, -85.56000 (38.569628, -85.560134). Según la Oficina del Censo, tiene una superficie total de 13.53 km², de los cuales 13.49 km² corresponden a tierra firme y 0.04 km² están cubiertos de agua.

## Demografía
Según el censo de 2020, hay 595 personas residiendo en la localidad. La densidad de población es de 44.11 hab./km². El 96.5% de los habitantes son blancos, el 0.5% son afroamericanos, el 0.5% son de otras razas y el 2.5% son de una mezcla de razas. Del total de la población, el 1.18% son hispanos o latinos de cualquier raza.